# Giải Mai Vàng 2022
Lễ trao giải Mai Vàng lần thứ 28–2022 do báo Người lao động tổ chức đã diễn ra tại Nhà hát Thành phố Hồ Chí Minh vào lúc 20 giờ (UTC+7) ngày 10 tháng 1 năm 2023. Chương trình được dẫn bởi Vũ Mạnh Cường và Hồng Phượng, và được truyền hình trực tiếp trên kênh VTV9.

## Giải thưởng và đề cử
(Đề cử đoạt giải được in đậm)
| Nam ca sĩ nhạc nhẹ | Nữ ca sĩ nhạc nhẹ |
| --- | --- |
| - Ngô Kiến Huy – "Tất cả đứng im" - Đức Phúc – "Ngày đầu tiên" - Noo Phước Thịnh – "Định mệnh" - S.T Sơn Thạch – "Ngày thương, tháng nhớ, năm chờ" - Trúc Nhân – "Có không giữ mất đừng tìm"                                      | - Phương Anh – "Công danh nào bằng mẹ" - Hòa Minzy – "Người đến sau thay em" - Ngọc Mai – "Muôn vàn khuôn mặt" - Tố My – "En mình ơi" - Vũ Cát Tường – "Biển"                                                                                          |
| Ca khúc | Nhóm hát |
| - Tăng Duy Tân – "Bên trên tầng lầu" - Lã Phong Lâm – "Lạc chốn hồng trần" - Trương Quốc Đạt – "Pháo hồng" | - Da LAB – "Chạy khỏi thế giới này" - 7UPPERCUTS – "Trốn tìm" - Cá Hồi Hoang – "Tự do" - Ngọt – "Thấy chưa" - The Cassette – "Nắng" |
| Nam diễn viên sân khấu | Nữ diễn viên sân khấu |
| - Võ Minh Lâm – Đêm trước ngày hoàng đạo (vai Lê Tư Thành) - Hoàng Hải – Lan Lăng Vương nhập trận khúc (vai Lan Lăng Vương) - Nguyễn Minh Hải – Nợ nước non (vai Nguyễn Tất Thành) - Thành Lộc – Alo! Lộ hàng (vai nữ tướng cướp) | - Tú Sương – Truyền thuyết chàng Sa Mộc (vai Đỗ Quyên) - Ái Như – Mùi của hạnh phúc (vai Thương) - Bình Tinh – Vương quyền (vai Tống Thị Quyên) - Ngọc Xuyên – Alo! Lộ hàng (vai cô gái) - Phương Cẩm Ngọc – Đêm trước ngày hoàng đạo (vai Ngọc Huyên) |
| Nam diễn viên điện ảnh – truyền hình | Nữ diễn viên điện ảnh – truyền hình |
| - Nhan Phúc Vinh – Giấc mơ của mẹ (vai Quang Minh) - Hà Việt Dũng – Bão ngầm (vai Đào Hải Triều) - Quốc Trường – Bẫy ngọt ngào (vai Đăng Minh) - Thanh Sơn – Đấu trí (vai Lê Anh Vũ)                                              | - Ninh Dương Lan Ngọc – Cô gái từ quá khứ (vai Ngọc Quyên) - Cao Thái Hà – Bão ngầm (vai Vũ Hạ Lam) - Hoàng Hà – Em và Trịnh (vai Dao Ánh) - Minh Hằng – Bẫy ngọt ngào (vai Quỳnh Lam) - Nguyễn Ngọc Huyền – Thương ngày nắng về 2 (vai Vân Vân)       |
| Vở diễn sân khấu | Diễn viên hài |
| - Đêm trước ngày hoàng đạo (Sân khấu Cải lương mới Đại Việt) - Mùi của hạnh phúc (Sân khấu Kịch Hoàng Thái Thanh) | - Huỳnh Lập – Kẻ Độc Hành (vai Tinh Lâm) - Hồng Trang – Mình đã yêu nhau chưa (vai Út Lành) - Hữu Châu – Cậu Đồng (vai ông Phán) - Lâm Vỹ Dạ – 7 nụ cười Xuân (Điệp)                                                                                   |
| Phim điện ảnh | Phim truyền hình |
| - Bẫy ngọt ngào - Đêm tối rực rỡ - Em và Trịnh - Nghề siêu dễ - Nhà không bán | - Giấc mơ của mẹ - Bão ngầm - Duyên kiếp - Rồi 30 năm sau - Thương ngày nắng về 2 |
| Người dẫn chương trình truyền hình | Chương trình trên nền tảng số và truyền hình |
| - Ngô Kiến Huy – Ca sĩ mặt nạ - Lại Văn Sâm – Siêu trí tuệ Việt Nam - Quyền Linh – Hát cho ngày mai - Trấn Thành – Thách là chơi                                                                                                  | - Ca sĩ mặt nạ (HTV2) - 2 ngày 1 đêm (HTV7) - Hát cho ngày mai (HTV7) - Mái ấm gia đình Việt (HTV7). |
| Video âm nhạc | Nghệ sĩ trọn đời vì cộng đồng |
| - "Có không giữ mất đừng tìm" – Trúc Nhân - "Diễn viên tồi" – Đen Vâu | - NSND Lệ Thủy |

## Người công bố
| Thứ tự | Khách mời                         | Giải thưởng                             |
| ------ | --------------------------------- | --------------------------------------- |
| 1      | NSND Minh Vương, NSND Kim Xuân    | Nam/Nữ diễn viên sân khấu               |
| 2      | NSND Thu Hà                       | Nam/Nữ diễn viên điện ảnh – truyền hình |
| 3      | NSND Việt Anh, Việt Hương         | Diễn viên hài                           |
| 4      | NSƯT Bảo Quốc                     | Vở diễn                                 |
| 5      | Lệ Quyên                          | Nam/Nữ ca sĩ nhạc nhẹ                   |
| 6      | Phương Thanh                      | Nhóm hát                                |
| 7      | NSƯT Trần Lực, NSƯT Trịnh Kim Chi | Người dẫn chương trình/Phim điện ảnh    |